# Wapen van Apeldoorn

Het wapen van Apeldoorn volgens de HRvA

Het wapen van Apeldoorn, zoals de gemeente het meestal gebruikte

Het wapen van Apeldoorn is het wapen van de gemeente Apeldoorn, met het blazoen van het in 1726 uitgestorven adellijke geslacht Van Apeldoorn. De beschrijving luidt: 
"Het schild van goud, waarop een rooden uitgespreiden arend met blaauwen bek en nagels, hebbende op deszelfs borst een zilveren sleutel."

## Geschiedenis
Als wapenteken komt de afbeelding voor in de Apeldoornse dorpskerk. Het staat daar op de wijzerplaten van het in 1734 gerestaureerde uurwerk en het in 1779 door de stadhouderlijke familie geschonken orgel. Het wapen behoorde oorspronkelijk toe aan het uitgestorven adellijk geslacht Van Apelthorn/Van Apeldoren/Van Ap(p)eldoorn die enkele bezittingen had in Apeldoorn. Apeldoorn moet het wapen al voor de Franse tijd in Nederland hebben gevoerd. Apeldoorn werd namelijk vanwege de koning en het ambtsbestuur bevestigd met het wapen volgens besluit van de Hoge Raad van Adel op 7 oktober in het jaar 1818.
Hoewel volgens zowel de beschrijving als de afbeelding van de Hoge Raad van Adel de adelaar uitsluitend blauwe nagels had, werd hij door de gemeente vaak afgebeeld met geheel blauwe klauwen.

## Verwant wapen

Geslachtswapen Van Appelthorn